# Soleella striiformis
Soleella striiformis är en svampart som först beskrevs av Darker, och fick sitt nu gällande namn av Darker 1967. Soleella striiformis ingår i släktet Soleella och familjen Rhytismataceae.   Inga underarter finns listade i Catalogue of Life.